# Nikolaj Busk Jakobsen
Nikolaj Busk Jakobsen (ur. 14 lutego 1994 w Viborgu) – duński żużlowiec.

## Życiorys
Trzykrotny srebrny medalista drużynowych mistrzostw Europy juniorów (Lendava 2011, Landshut 2012, Opole 2013). Dwukrotny finalista indywidualnych mistrzostw świata juniorów (2012 – VII miejsce, 2013 – XIII miejsce). 
W lidze polskiej reprezentant klubów: KSM Krosno (2012), Polonia Piła (2013) oraz Wanda Kraków (2014).

## Starty w Grand Prix Indywidualnych Mistrzostw Świata na Żużlu

### Punkty w poszczególnych zawodachGrand Prix
| Sezon 2014                   |                       |                        |                  |                      |                      |                                |                     |                                 |                       |                            |                   |         |         |         |         |         |         |         |         |         |         |         |         |         |         |        |        |        |        |        |        |        |        |        |        |        |        |        |        |
| GP Nowej Zelandii – Auckland | GP Europy – Bydgoszcz | GP Finlandii – Tampere | GP Czech – Praga | GP Szwecji – Målilla | GP Danii – Kopenhaga | GP Wielkiej Brytanii – Cardiff | GP Łotwy – Dyneburg | GP Polski – Gorzów Wielkopolski | GP Nordyckie – Vojens | GP Skandynawii – Sztokholm | GP Polski – Toruń | miejsce | miejsce | miejsce | miejsce | miejsce | miejsce | miejsce | miejsce | miejsce | miejsce | miejsce | miejsce | miejsce | miejsce | punkty | punkty | punkty | punkty | punkty | punkty | punkty | punkty | punkty | punkty | punkty | punkty | punkty | punkty |
| –                            | –                     | –                      | –                | –                    | –                    | –                              | –                   | –                               | 0                     | –                          | –                 | 36      | 36      | 36      | 36      | 36      | 36      | 36      | 36      | 36      | 36      | 36      | 36      | 36      | 36      | 0      | 0      | 0      | 0      | 0      | 0      | 0      | 0      | 0      | 0      | 0      | 0      | 0      | 0      |

| Statystyki        | Statystyki |
| ----------------- | ---------- |
| Starty            | 1          |
| Zwycięstwa        | 0          |
| Miejsca na podium | 0          |
| Finalista         | 0          |
| Punkty            | 0          |